# Leskovec Toplički
Leskovec Toplički je naselje u Republici Hrvatskoj, u sastavu Grada Varaždinskih Toplica, Varaždinska županija. 

## Zemljopisni položaj
Naselje je smješteno na podnožju brda Drvocep i Medved i sjevernim padinama Kalničkog gorja u dolini rijeke Bednje, 7 km istočno od Varaždinskih Toplica. Naselje je izduženo uz lijevu obalu rijeke Bednje i po vinorodnom Kalničkom pobrđu. Dio naselja je zaselak Gabrinovec smješten uz potok Petkovec u šumovitom Kalničkom gorju. 
Nalazi se na državnoj cesti Novi Marof - Varaždinske Toplice - Svibovec - Leskovec - Ludbreg i lokalne ceste Leskovec - Gabrinovec - Vratno.

## Povijest
Ime je praslavenskog podrijetla od riječi les - šuma. No drugo moguće podrijetlo naziva naselja je vezan za vrstu drveta  -  lijeska
Poslije turskog pustošenja u XVI. stoljeću, mjesta Leskovec, Svibovec, Drenovec i Jalševec ostaju pusta. Da bi se mjesta naselili, zemlja se poklanja, prodaje ili daje u najam ljudima koji su bježali ispred Turaka i osiromašenom plemstvu. 
Leskovec naseljavaju obitelji Horvat, Denžić, Debić, Čmigović, Novosel, Namesnik (Namjesnik), Novačić, Dvekar, Slatki, Modrić, Katalenić, Knapić, Posavec, Hajduk...
Plemensko ime Denžić je podrijetlom iz Bosne, 1415.  stoljeću se spominje kao vlasnik Kozarca Vuk Denžić, koji Kozarac poklanja Žigmundu Luksemburškom, a zbog neslaganja s Hrvojem Vukčićem Hrvatinićem koji je protiv Žigmunda pozvao Turke. 
Plemensko ime Horvat (Horvath) potječe iz veoma ranog perioda Hrvatske prošlosti, u XVI. stoljeću se spominje u zapisima Čazmanskog kaptola o sukobu zbog neisplaćenih zasluženih plaća za vojnu službu i Ivan Horvat, koji je potomak bana Ivana Horvata u šestom koljenu. U tom istom dokumentu se spominju i Ivan Alapić, Herković, Bradač i Hržić.
Modrići (Modrich, Modrisc) su se doselili iz okolice Zadra, Preko Like i Krbave i primorja oko Senja i Novog Vinodolskog. Plemeniti Modrići se spominju 1649. u potvrdi hrvatskog Sabora za grbovnicu Nikole Modrića i njegove braće. U darovnici Ivana Draškovića ugarskog palatina od 18. 06. 1647. spominju se plemeniti: Ivan Modrić, Andrija Žust, Martin Jakuš, Juraj Boćani, Juraj Gredelj, Ivan Draganić, Juraj Ivanek, Grgur i Marko Horžić, Ivan Horg i Marko Kurtić gdje su darovani dobrom Pišćanovec i Čurilovec. Grana Modrića u Leskovcu je tijekom XVIII. stoljeća došla iz Hrastovca. I po porijeklu su od predaka po ženskoj lozi: Draganić, Gredelj drugačije zvani Remenar, Lakas, Parabić, Huzjak... Draganići su također po korijenima iz Zadra, gdje se razgranali na šibensku granu i ličko-krbavsku granu. Krbavska grana preko Senja i Novog Vinodolskog većinom se preselila u hrvatsko Zagorje, a djelom se vratila u Liku poslije potisikivanja Turaka. 
Plemeniti Gredelj (Gredel. Gredely) su se u Zagorju razgranali na dodatne dvije grane: Dvekar i Remenar.
Plemeniti Novačić (Novachich) se spominje 1435. godine u Obrovcu u bihaćkoj krajini. Dobar dio Novačića se spominje kasnije u Ogulinu i Modrušu.
Plemeniti Katalenić (Katallenich) potječu iz Knina u predtursko doba. Tako se 1547. godine u Bihaću spominje i plemić i vojni časnik Tomo Katalenić od Knina.
Slatki su porijeklom iz Češke.
Lokaliteti Višegrad (Višogred) i Bauergrad pokazuju da je ovo područje bilo za turskih ratova uključeno u obrambeni sustav.
Od 1781 djelovala je manufaktura stakla čija se proizvodnja spominje sve do 1836. u kojoj su radili češki doseljenici. Lokalitet je zadržao mikrotoponim Glažuta.
U velikom lovištu na području Višegrada ispjevao je prvu hrvatsku lovačku pjesmu Na noge sad lovci slavni Ivan Kukuljević Sakcinski.
U mjesto Jalševec Svibovečki su se doselili iz Bosne pripadnici koji nose prezime Broz. U  Drenovcu su se naselili obitelji Škrlec, Katalenić, Kos (Koos, Koosz), Huzjak... 
Godine 1860. u Leskovcu ima samo 23 kućnih brojeva. Stanovništvo mahom živi u obiteljskim zadrugama. Zemlja se dijeli na jednake dijelove za svakog člana zadruge. Već 1901. Leskovec ima 75 kućnih brojeva. Godine 1943. zabilježeno je da u Leskovcu ima 96. kućnih brojeva. No, 29. rujna 1943. odigrao se strašan zločin. Potkraj rujna 1943. godine partizanske snage napale su Varaždinske Toplice i u akciji koja je završila 29. rujna zarobili 88 feldžandara i 59 konjanika, zapisano je u knjizi XXXII divizija. Još se dodaje u spomenutom dijelu da je kod napada partizansko-komunističke vojske na strani branitelja bilo i 30 mrtvih dok je napadač imao tri mrtva i 21 ranjenika. 
U višesatnom napadu partizanskih jedinica na ratnu posadu Varaždinskih Toplica nisu uspjele
slomiti otpor branitelja pa su zapalile zgradu vatrogasnim šmrkom uz prethodni prekid dovoda vode. Obrana više nije bila moguća. Pripadnici posade morali su položiti oružje i pali u zarobljeništvo. Umjesto
postupka sa zarobljenicima u skladu s međunarodnim ratnim pravom, osamdesetak
zarobljenika svučeno je, vezano žicom i uz maltretiranje preko područnih naselja sprovedeno do
lokaliteta Kruška iznad Leskovca. Tu su nad iskopanim jamama, koje su uz prisilu morali iskopati mještani, bez suđenja i dokazane krivnje, poubijani.
U naselju Hrastovec je, također, poubijana grupa koja se htjela spasiti, a grob žrtava pokopanih je na visini od 318 metara, među goricama iznad naselja.
Mještani Leskovca dali su doprinos u Domovinskom ratu.
U mjestu se nalazi kapelica posvećena Gospi Lurdskoj i Svetoj Maloj Tereziji, a pripada župi Sveta tri kralja u Svibovcu koja je uspostavljena 1790. godine. Do 1790. Leskovec je pripadao župi Sv. Martina u Varaždinskim Toplicama. Matice krštenih se vode od 1680. godine.

## Stanovništvo
Prema popisu stanovništva iz 2001. godine, naselje je imalo 536 stanovnika te 144 obiteljskih kućanstava.
| broj stanovnika | 319   | 367   | 434   | 491   | 528   | 571   | 555   | 631   | 634   | 612   | 557   | 593   | 572   | 565   | 536   | 487   | 432   |
|                 | 1857. | 1869. | 1880. | 1890. | 1900. | 1910. | 1921. | 1931. | 1948. | 1953. | 1961. | 1971. | 1981. | 1991. | 2001. | 2011. | 2021. |